# Cesare Bicchi
Cesare Bicchi (Lucca, 1818 – Lucca, 1907) è stato un botanico italiano.

## Biografia
Cesare Bicchi nacque a Lucca nel 1818 da una famiglia di umile condizione (il padre era fornaio e la madre sarta). Studiò nell'Università di Lucca dove fu allievo di Benedetto Puccinelli. Si laureò nel 1846 in Biologia e divenne poco dopo supplente dello stesso Professor Puccinelli alla direzione dell'Orto Botanico di Lucca. 
La prematura morte del Puccinelli fu però motivo di arresto della carriera del Bicchi. Il giovane biologo avrebbe infatti aspirato a succedere al professore nella direzione dell'Orto e sulla cattedra di botanica, ma gli fu preferito Attilio Tassi (1851), scienziato di valore appoggiato dal governo del Granducato di Toscana, stato a cui Lucca era stata da poco annessa. 
A quel punto il Bicchi dovette, per un decennio, darsi alla professione medica. 
Alle soglie dell'unità italiana (1860), il Tassi si trasferì all'Università di Siena e il Bicchi poté ottenere la direzione dell'Orto Botanico (1860). 
Ebbe tra i suoi allievi anche Odoardo Beccari, di cui riconobbe le grandi doti tanto da intitolargli una nuova specie di tulipano (Tulipa beccariana Bicchi). 
Durante la sua direzione, la Biblioteca dell'Orto Botanico di Lucca si arricchì di alcuni preziosi volumi antichi che furono ceduti da Teodoro Caruel. 
Fu anche collaboratore dell'Erbario Crittogamico Italiano; si occupò di micologia (di lui resta presso il Museo Botanico di Lucca un erbario micologico) e di ampelografia, facendo fare dei bellissimi acquarelli delle principali cultivar di vite della Lucchesia; fu insegnante di botanica presso la scuola di farmacia di Lucca. 
Si ritirò dalla direzione dell'Orto Botanico solo nel 1906, quando aveva 88 anni. Morì l'anno seguente lasciando all'istituto che aveva guidato per oltre 40 anni un notevole erbario (Herbarium Bicchianum). 
Al Bicchi è intitolato il Museo dell'Orto Botanico di Lucca.